# 1614
Реформація •  Епоха великих географічних відкриттів •  Ганза •  Нідерландська революція •  Річ Посполита •  Запорозька Січ

## Геополітична ситуація
Османську імперію очолює Ахмед I (до 1617). Під владою османського султана перебувають Близький Схід та Єгипет, Середземноморське узбережжя Північної Африки, частина Закавказзя, значні території в Європі: Греція, Болгарія та Сербія. Васалами османів є Волощина та Молдова.
Священна Римська імперія — наймогутніша держава Європи. Її територія охоплює, крім німецьких земель, Угорщину з Хорватією, Богемію, Північну Італію. Її імператором є Матвій з родини Габсбургів (до 1619).
Габсбург Філіп III Благочестивий є королем Іспанії (до 1621) та Португалії. Йому належать Іспанські Нідерланди, південь Італії, Нова Іспанія, Нова Гранада та Нова Кастилія в Америці, Філіппіни. Португалія, попри правління іспанського короля, залишається незалежною. Вона має володіння в Бразилії, в Африці, в Індії, на Цейлоні, в Індійському океані й Індонезії.
Північ Нідерландів займає Республіка Об'єднаних провінцій. Король Франції — Людовик XIII Справедливий (до 1643). Королем Англії є Яків I Стюарт (до 1625). Король Данії та Норвегії — Кристіан IV Данський (до 1648), Швеції — Густав II Адольф (до 1632). На Апеннінському півострові незалежні Венеціанська республіка та Папська область.
Королем Речі Посполитої, якій належать українські землі, є Сигізмунд III Ваза (до 1632). На півдні України існує Запорозька Січ.
Царем Московії є Михайло Романов (до 1645). Існують Кримське ханство, Ногайська орда.
Шахом Ірану є сефевід Аббас I Великий (до 1629).
Значними державами Індостану є Імперія Великих Моголів, Біджапурський султанат, султанат Голконда, Віджаянагара. У Китаї править династія Мін. У Японії триває період Едо.

## Події

### В Україні
- Петро Конашевич-Сагайдачний з двома тисячами козаків із Дніпровського лиману вдарив на Трапезунд, звідти ескадра рушила до Сінопа. У гирлі Дніпра на козаків чекала перекопська орда. У бою з татарами і авангардом османського флоту запорожці втратили одну чайку і 20 козаків.
- 30 вересня підписано угоду, якою обмежувалися козацькі права і реєстрове козацтво зобов'язувалося нести сторожову службу й жити лише в Запорожжі.

### У світі

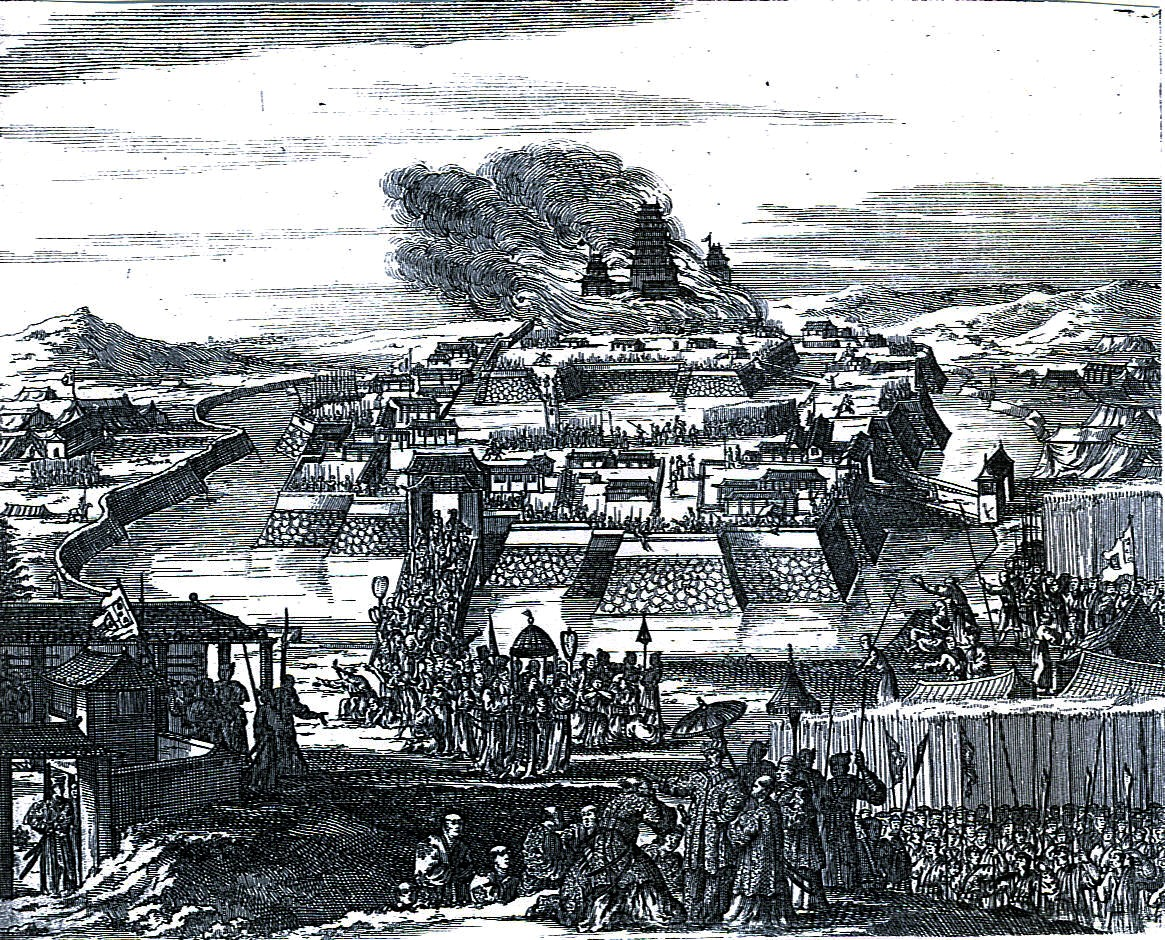
Облога Осаки.

- У Московщині заарештовано й страчено отамана Івана Заруцького та Марину Мнішек. Страчено також її малолітнього сина.
- Триває шведсько-московська війна. Шведи захопили Гдов.
- 5 квітня, як символ встановлення миру між англійськими колоністами селища Джеймстаун (колонія Вірджинія) і місцевим індіанським племенем поватан, Покахонтас, 19-річна дочка вождя племені, вийшла заміж за багатого плантатора Джона Рольфа
- 24 липня шведи Якоба Делагарді розбили під Бронніцами — біля впадання в річку Мста річки Глушніца — полки Дмитра Трубецького і блокували російський табір. У таборі почався голод.
- У Франції відбулося останнє дореволюційне засідання Генеральних штатів.
- Група нідерландських купців звернулася з петицією до Нідерландських Генеральних штатів, намагаючись отримати монополію на торгівлю з Новими Нідерландами в Північній Америці.
- Засновано Північну Гренландську компанію.
- Госпітальєри відбили напад османів на Мальту.
- У Японії почалася Осацька кампанія — наступ військ Токуґави на Осаку, де Тойотомі Хідейорі намагався відновити Осацький замок свого батька.
- В Японії заборонено християнство.

## Наука та культура
- Шотландський математик Джон Непер опублікував книгу, в якій запровадив логарифми.
- Засновано Гронінгенський університет.

## Померли
- 7 квітня — в Толедо у віці 73 років помер іспанський художник грецького походження Ель Греко (Доменіко Теотокопулі)